# Saka (Hiroshima)
Saka (坂町?) è una cittadina giapponese della prefettura di Hiroshima.